# 烏有書林
烏有書林（うゆうしょりん）は、東京都新宿区にある文芸・人文書系の出版社。
社主は上田宙。日本出版学会発行『出版研究』編集委員。紀伊國屋書店のブログ「書評空間」で書評を連載（2011年3月〜2016年4月）。
2011年末から七北数人との共編で刊行が始まった「シリーズ 日本語の醍醐味」は、2012年初頭から朝日新聞（1/22）、読売新聞（3/4 松山巖評）、毎日新聞・西部版（4/6）、図書新聞（4/28 鈴木一誌評）などで取り上げられ話題を集めている。
また、2013年発行の『高岡重蔵 活版習作集』は、第10回竹尾賞デザイン書籍部門・審査員特別賞と第48回造本装幀コンクール・日本印刷産業連合会会長賞を受賞した。

## 沿革
- 2008年設立。ともすれば烏有となる著作を掬い上げる文芸・人文書出版社でありたいとの願いが社名にこめられている。

## 住所
東京都新宿区西五軒町11-1

## 主な刊行物

### 日本文学
- 「シリーズ 日本語の醍醐味」
  - 〔1〕坂口安吾『アンゴウ』2011年、ISBN 978-4-904596-02-9
  - 〔2〕石川桂郎『剃刀日記』2011年、ISBN 978-4-904596-03-6
  - 〔3〕藤枝静男『田紳有楽』2012年、ISBN 978-4-904596-04-3
  - 〔4〕皆川博子『ペガサスの挽歌』2012年、ISBN 978-4-904596-05-0
  - 〔5〕尾崎士郎『没落時代』2013年、ISBN 978-4-904596-07-4
  - 〔6〕小林美代子『蝕まれた虹』2014年、ISBN 978-4-904596-08-1
  - 〔7〕金子光晴『老薔薇園』2015年、ISBN 978-4-904596-09-8
  - 〔8〕吉行淳之介『廃墟の眺め』2018年、ISBN 978-4-904596-10-4
  - 〔9〕太宰治『黄金風景』2021年、ISBN 978-4-904596-12-8
  - 〔10〕宇能鴻一郎『甘美な牢獄』2022年、ISBN 978-4-904596-13-5
  - 〔11〕稲葉真弓『砂漠の雪』2025年、ISBN 978-4-904596-15-9
- 畑中智子 他編『百鬼夜行する中世文学：作品講読入門』2024年、ISBN 978-4-904596-14-2

### デザイン・タイポグラフィ
- 高岡重蔵『欧文活字（新装版）』2010年、ISBN 978-4-904596-00-5
- ジャスティン・ハウズ／後藤吉郎訳『ジョンストンのロンドン地下鉄書体』2010年、ISBN 978-4-904596-01-2
- 高岡重蔵『高岡重蔵 活版習作集』2013年、ISBN 978-4-904596-06-7
- 高岡昌生『欧文組版　タイポグラフィの基礎とマナー〔増補改訂版〕』2019年、ISBN 978-4-904596-11-1